# Éléonore Denuelle de La Plaigne
Pour les articles homonymes, voir Denuelle.
Éléonore Denuelle de La Plaigne, née Louise Catherine Éléonore Denuelle de La Plaigne le 13 septembre 1787 à Paris et morte dans la même ville le 30 janvier 1868, fut l'une des maîtresses de Napoléon Bonaparte.

## Biographie

### Origines et jeunesse
Louise Catherine Éléonore Denuelle de La Plaigne est la fille de Françoise-Charlotte-Eléonore Couprie (1767-1850) et de Dominique Denuelle (vers 1748-1821). Son père est un bourgeois parisien, titulaire de plusieurs charges royales, qu’il perd lors de la Révolution.
Elle est admise au pensionnat de Madame Campan, où elle fait la connaissance des sœurs et nièces de Napoléon Ier.

### Premier mariage
Le 15 janvier 1805, elle épouse Jean-Honoré-François Revel, capitaine au 15e régiment de dragons. Deux mois plus tard, le mari se révèle être un escroc. Arrêté, il est condamné à deux ans de prison. Éléonore Denuelle de La Plaigne fait alors appel à l’amitié de Caroline Bonaparte, devenue princesse Murat et altesse impériale. Celle-ci la prend à son service comme dame d'annonce puis lectrice. Très vite, Éléonore Denuelle de La Plaigne devient la maîtresse du mari de sa bienfaitrice, puis, sur la recommandation de ce dernier, de l'empereur,.
Le 13 décembre 1806, sept mois et demi après le prononcé de son divorce, Éléonore Denuelle de La Plaigne met au monde un fils, Charles Léon. Le père en est Napoléon Bonaparte, qui est informé de l’événement le 30 décembre 1806, à Pułtusk, et dont c'est le premier enfant. Lorsqu’Éléonore Denuelle de La Plaigne se présente au château de Fontainebleau l’année suivante, l'empereur refuse de la recevoir. Elle ne le revoit plus dès lors.
Ce fils, que l'empereur ne la laissa pas appeler Napoléon, et qui se fit connaître sous le nom de comte Léon, fut pour elle un fardeau. Il alla jusqu’à la traîner en justice pour tenter de lui soutirer de l’argent.

### Deuxième et troisième mariages
Elle se remarie avec un jeune lieutenant au 15e régiment d'infanterie de ligne, Pierre-Philippe Augier de la Sauzaye (fils de Philippe Augier de La Sauzaye). Le mariage, doté par Napoléon 1er, d'une rente annuelle de 22 000 Francs, a lieu le 4 février 1808, à la mairie de l'ancien 10e arrondissement de Paris.
Après la mort de son conjoint, disparu au passage de la Bérézina, Éléonore Denuelle de La Plaigne s’installe à Mannheim. La grande-duchesse de Bade, Stéphanie de Beauharnais, fille adoptive de Napoléon et également ancienne condisciple du pensionnat de Madame Campan, l’y invite.
Le 23 mai 1814, elle épouse le comte Charles-Auguste-Émile-Louis de Luxbourg. Malgré les efforts de son premier mari, réapparu à la fin de la même année et qui essaie de faire annuler leur divorce, son mariage avec le comte ne prend fin que trente-cinq ans plus tard, à la mort du comte, le 1er septembre 1849. Entre-temps, le couple a partagé sa vie entre Paris et Mannheim.

### Mort
Éléonore Denuelle de La Plaigne meurt à Paris, le 30 janvier 1868, dans son appartement du no 20 boulevard Malesherbes, et se fait enterrer dans la 41e division du cimetière du Père-Lachaise, avec au cou la chaîne et la médaille pieuse que lui avait offertes Napoléon Bonaparte.

## Postérité
Liée à l'histoire de Napoléon Bonaparte, elle est incarnée dans plusieurs œuvres cinématographiques s'inspirant de la vie de celui-ci :
- 1955 : Napoléon (jouée par Danielle Darrieux)[4]
- 2002 : Napoléon (feuilleton TV) (jouée par Jessica Paré)[5]
- 2023 : Napoléon (jouée par Abigail Weinstock)[6]